# Olivier Auriac
Pour les articles homonymes, voir Auriac.
Olivier Auriac est un footballeur français né le 14 septembre 1983 à Saint-Georges-de-Didonne (Charente-Maritime).

## Biographie
Formé aux Girondins de Bordeaux, Olivier Auriac perd en finale de la Coupe nationale des moins de 17 ans 2000-2001 aux côtés de Marouane Chamakh notamment et face au FC Metz (2-1) d'Emmanuel Adebayor.
En octobre 2003, il est prêté au Stade brestois. Il signe définitivement en Bretagne en juillet 2004 et reste dans le Finistère jusqu'en 2007. Il signe alors à Angers. 
Olivier Auriac devient progressivement un joueur indispensable dans le système de jeu du SCO. Bon nombre de supporters angevins le considère comme la clé de voûte permettant l'équilibre entre une solide défense et une attaque puissante.
Il met un terme à sa carrière à l'été 2016.
Olivier Auriac se reconvertit comme entraîneur, toujours à Angers.
En mai 2020, il rejoint le Stade brestois où il dirige l'équipe des moins de 17 ans. 
En avril 2022, après deux ans de formation au CNF Clairefontaine, il est diplômé du brevet d'entraîneur formateur de football (BEFF). 

## Palmarès
- International espoir français
- Champion de France des moins de 15 ans en 1999 (Girondins de Bordeaux)
- Vice-champion de France des moins de 17 ans en 2001 (Girondins de Bordeaux)
- Vice champion de National en 2004 (Stade brestois).
- Élu meilleur joueur du mois de décembre 2005 par les supporters du Stade brestois.